# 132
El año 132 (CXXXII) fue un año bisiesto comenzado en lunes del calendario juliano, en vigor en aquella fecha.
En el Imperio romano el año fue nombrado el del consulado de Serio y Sergiano, o menos frecuentemente, como el 885 ab urbe condita, siendo su denominación como 132 a principios de la Edad Media, al establecerse el Anno Domini.

## Acontecimientos
- En China, Zhang Heng construye el primer sismógrafo.
- En las islas británicas concluye la construcción de la muralla de Adriano, que separa la Britania romana del territorio de los pictos.
- En Escocia (islas británicas) se registra un terremoto, que «traga hombres y ganado». (Véase Terremotos de la Antigüedad).[1]

## Nacimientos
- Cai Yong, artista chino.